# بيير غيندرون
بيير غيندرون هو أستاذ جامعي وكيميائي كندي، ولد في 1 مايو 1916 في سان هياسنت في كندا، وتوفي في 16 فبراير 1984.